# روبرت غلاسر
روبرت غلاسر (بالإنجليزية: Robert Glaser)‏ هو عالم نفس أمريكي، ولد في 18 يناير 1921 في بروفيدنس في الولايات المتحدة، وتوفي في 4 فبراير 2012 في بيتسبرغ في الولايات المتحدة بسبب مرض آلزهايمر.